# Basel-St. Alban
St. Alban, auf Baseldeutsch Dalbe [ˈdɐlbə] genannt, ist ein Quartier der Stadt Basel. Es liegt im Grossbasel am südöstlichen Stadtrand und wird von den Quartieren Breite (St. Alban-Teich), Bruderholz (Reinacherstrasse), Gundeldingen (Bahnhofareal, Reinacherstrasse), Am Ring (Elisabethenanlage) und den Vorstädten (St. Alban-Anlage, Aeschengraben) begrenzt.
Das Quartier gilt als vornehmster und grünster Stadtteil von Basel, da sich hier einige Villenviertel (z. B. das sogenannte «Gellertquartier») befinden. In diesem Stadtteil wohnten früher wie heute die meisten Angehörigen der vornehmen und wohlhabenden Basler Familien, der sogenannte Daig.
Früher war St. Alban flächenmässig deutlich kleiner. Das Geviert rund um den Centralbahnplatz gehörte zuvor zum Ring-Quartier und das grössere Gebiet vom Dreispitz-Areal bis zum Güterbahnhof Wolf war Teil des Gundeldinger Quartiers; andererseits wurde das St. Alban-Tal neu den Vorstädten zugeteilt.

## Beschreibung
Das St. Alban-Quartier ist nach dem ehemaligen St. Alban-Kloster benannt. Es befindet sich hiesig auch die St. Alban-Kirche (Dalbekirche), das St. Alban-Tor (Dalbedoor) sowie das letzte Stück der Basler Stadtmauer im St. Alban-Tal (Dalbeloch) beim Rheinufer. Durchflossen wird St. Alban, das im Südosten an die Birs grenzt, vom Kanal St. Alban-Teich.
In den Köpfen vieler Bewohner ist das St. Alban in mehrere Gebiete unterteilt. Zum einen ist im Westen das Gebiet um den Bahnhof SBB, das fliessend in die sogenannte Aesche übergeht (das Gebiet um den Aeschenplatz und die Aeschenvorstadt). Das Gebiet zwischen St. Jakobs-Denkmal und den beiden Brücken über die Eisenbahnlinie wird oftmals als Grosspeter bezeichnet (in der Mitte im Westen). Gegen Norden kommt man sehr schnell in das Gebiet, das heute allgemein als Gellert bezeichnet wird. Ganz im Osten liegt St. Jakob – im lokalen Dialekt s' Joggeli. Dort steht verschiedenste Sportanlagen, zu denen neben dem Fussballstadion St. Jakob-Park auch die multifunktionale St. Jakobshalle für verschiedenste Veranstaltungen, die multifunktionale Eissporthalle St. Jakob-Arena, das Gartenbad St. Jakob, ein Leichtathletik-Stadion, die Pferdesportanlage Schänzli und weitere Sportplätze. Jedoch ist nur das Fussballstadion auf städtischem Boden, der Rest gehört zum Kanton Basel-Landschaft, Gemeinden Münchenstein und Muttenz. Von St. Jakob aus nach Süden geht es den Berg hinauf auf den sogenannten Wolf. Von dort geht es in den südlichsten Zipfel des St. Alban, der allgemein als Dreispitz bekannt ist (und von der Zugänglichkeit her eher Gundeldingen zugeordnet sein müsste). Dieses ist ein Industrieareal, wobei auch hier wiederum ein grosser Teil zum Kanton Basel-Landschaft gehört.

## Galerie

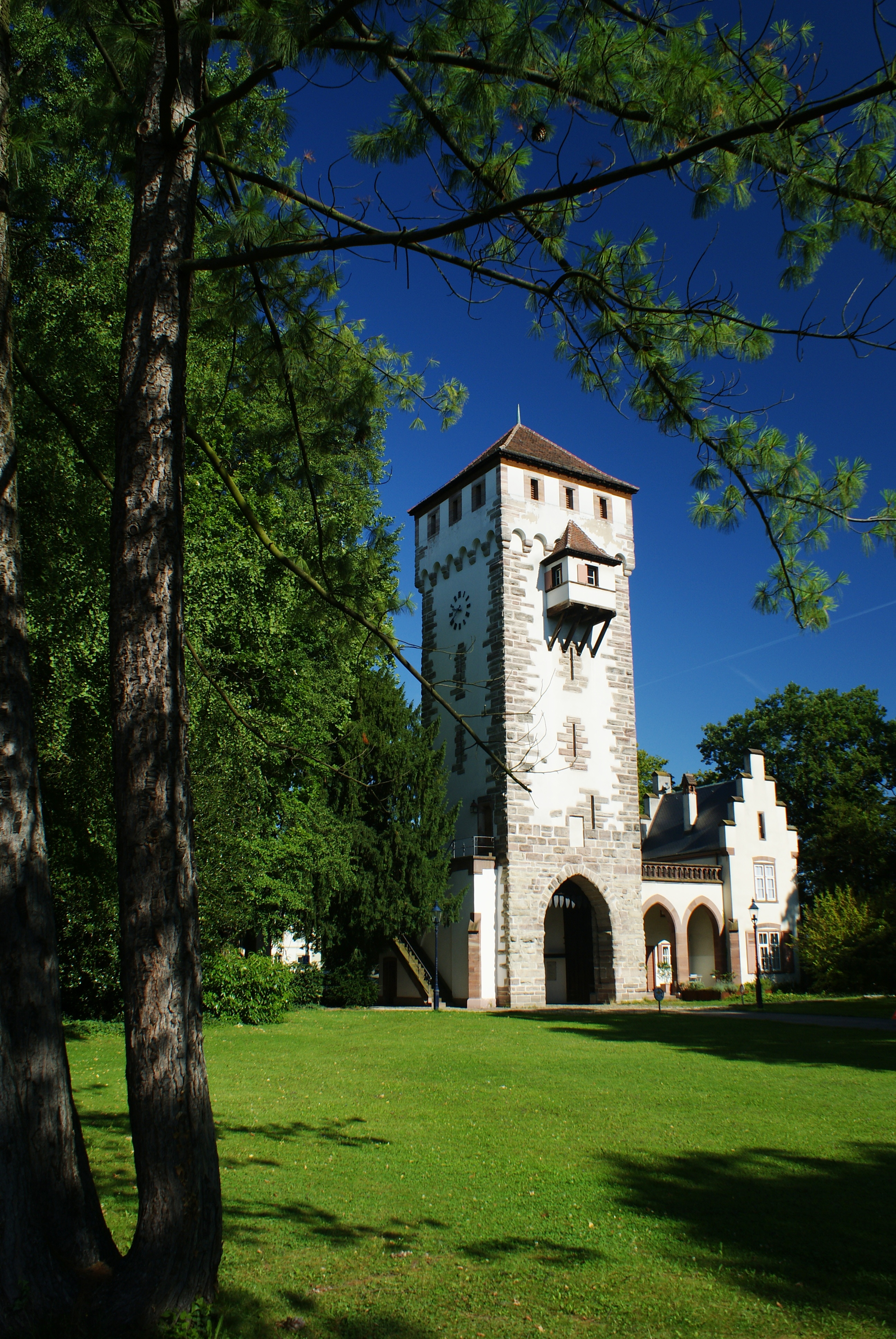
St. Albantor
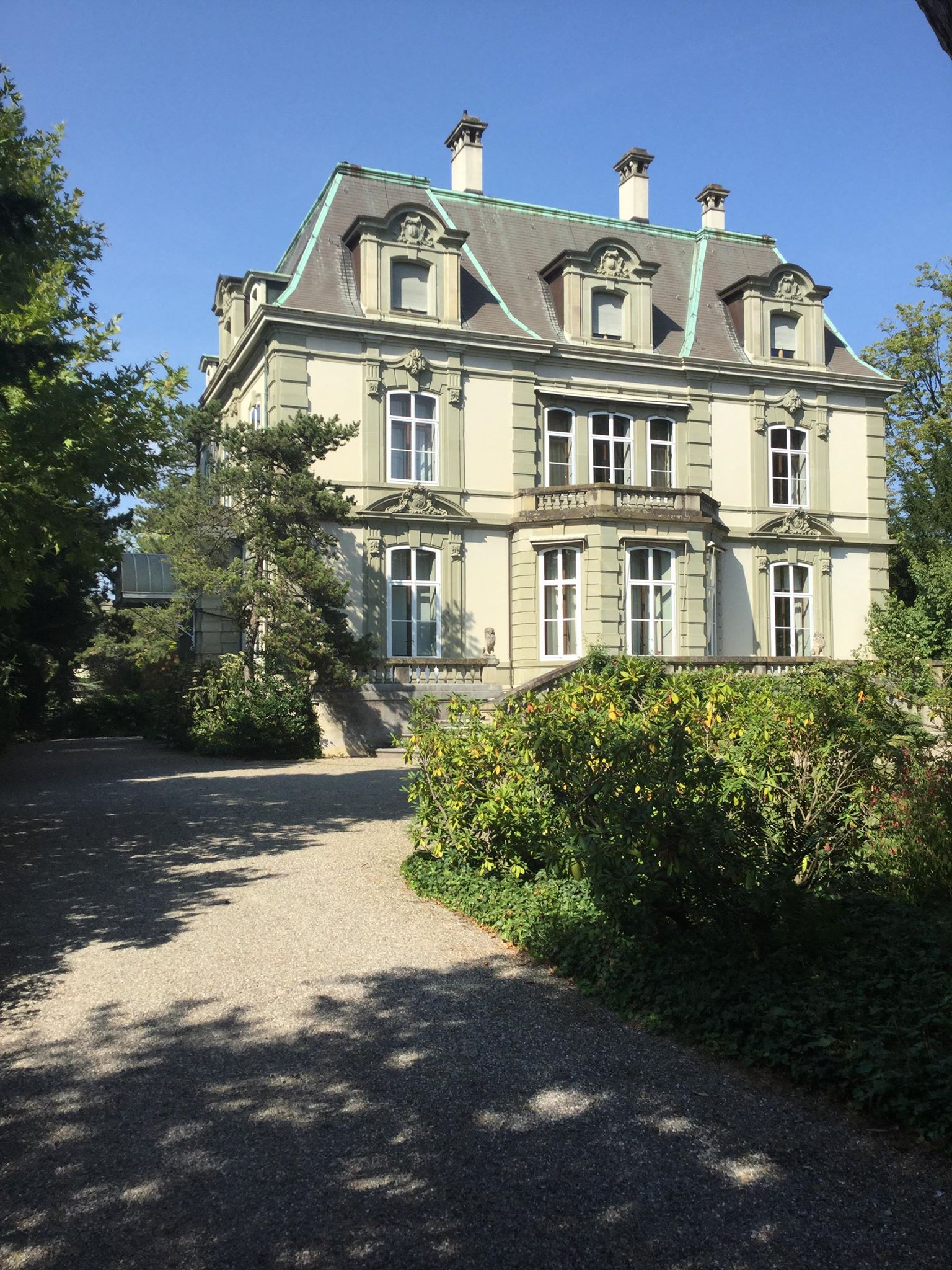
Villa an der Gellertstrasse
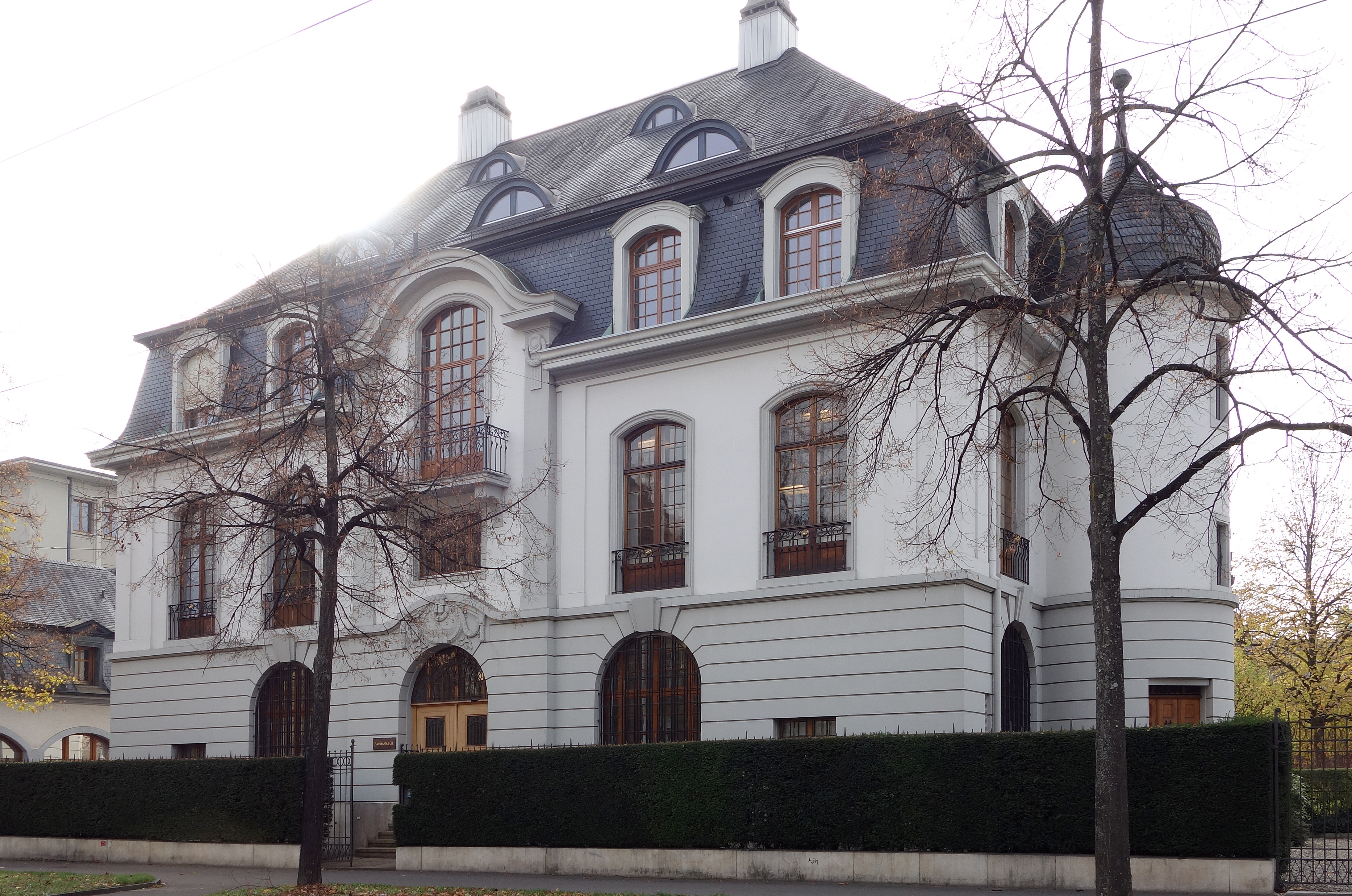
Villa an der St. Jakobs-Strasse
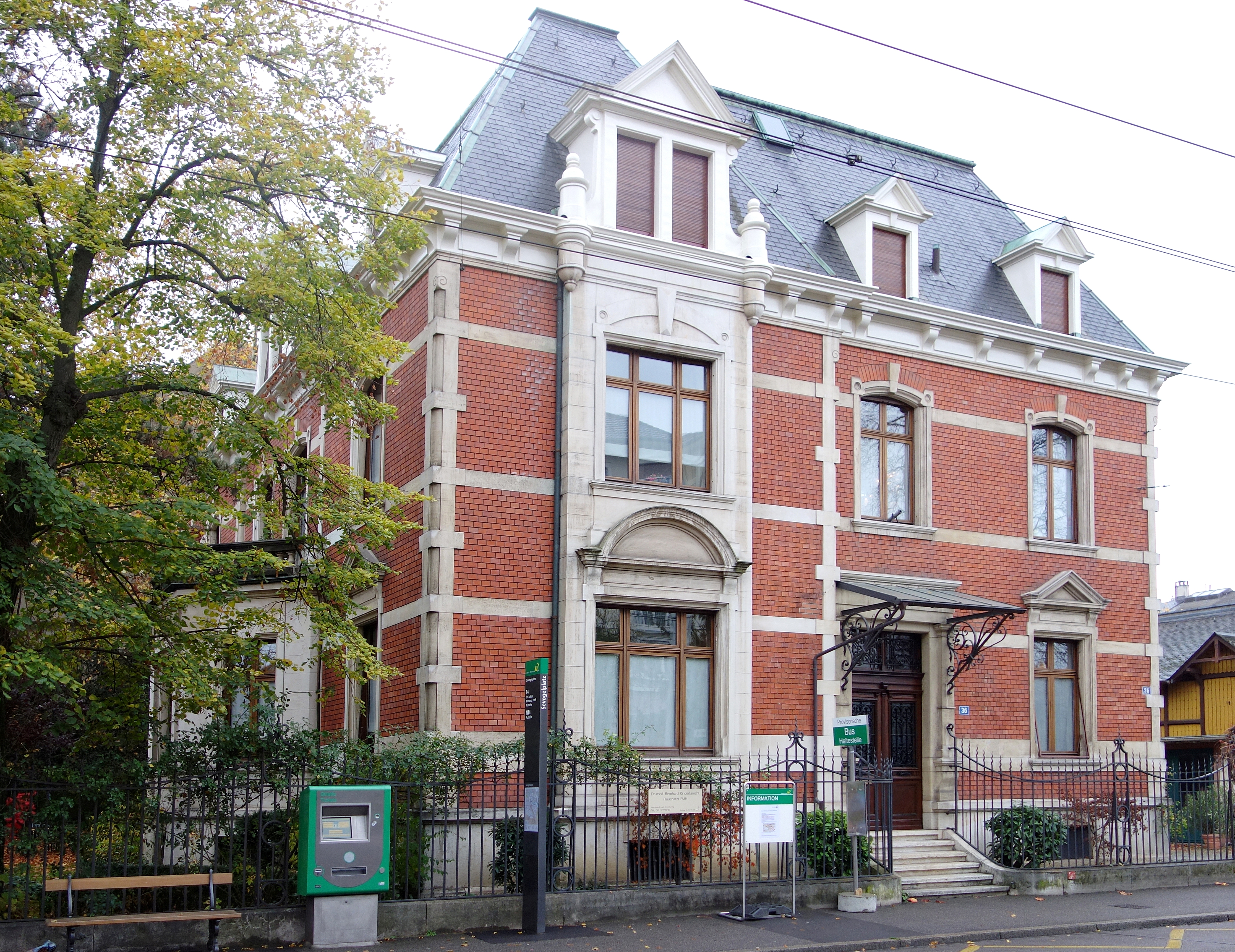
Stadthaus am Sevogelplatz
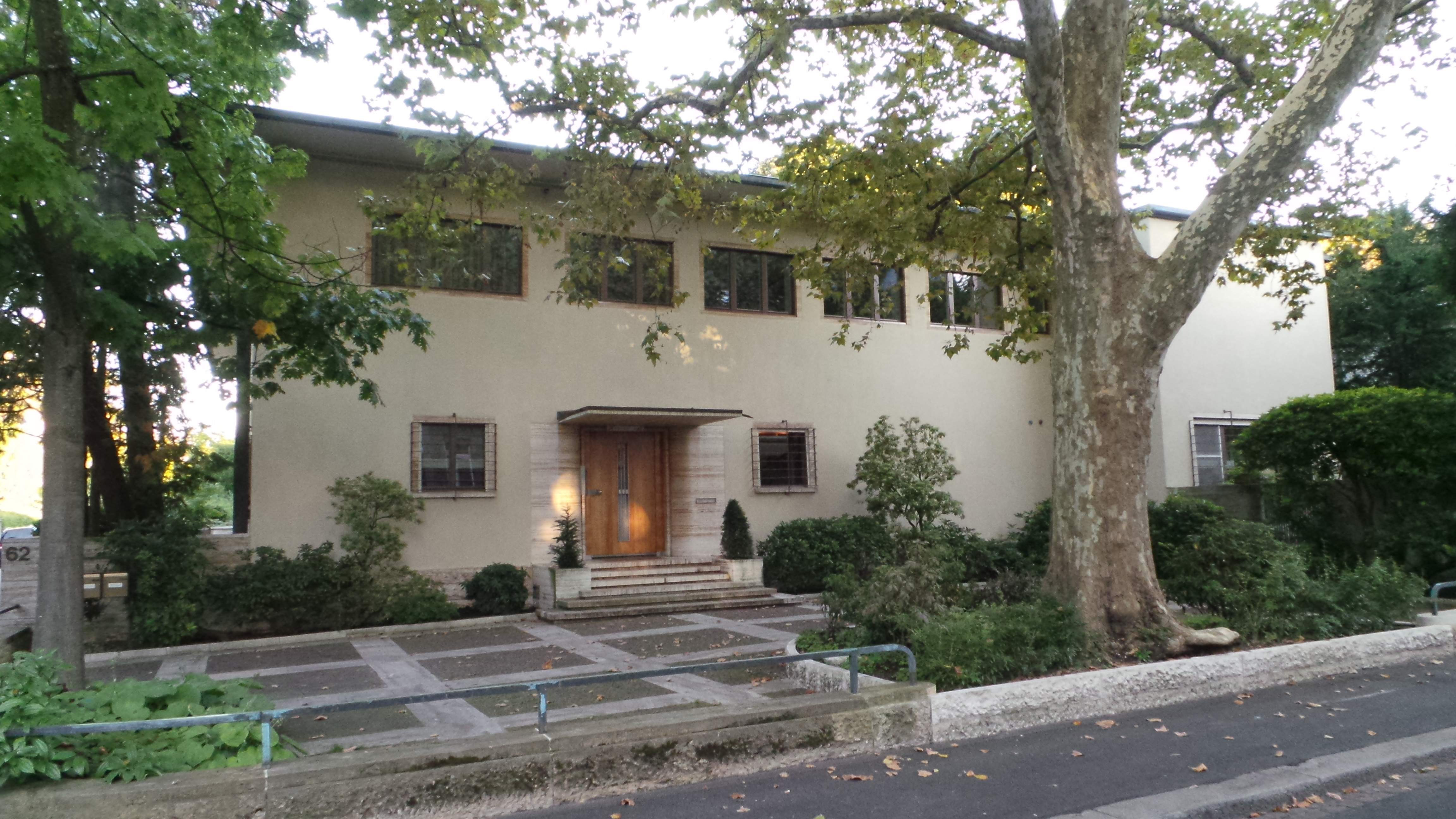
Villa am Hirzbodenweg (Gellert)
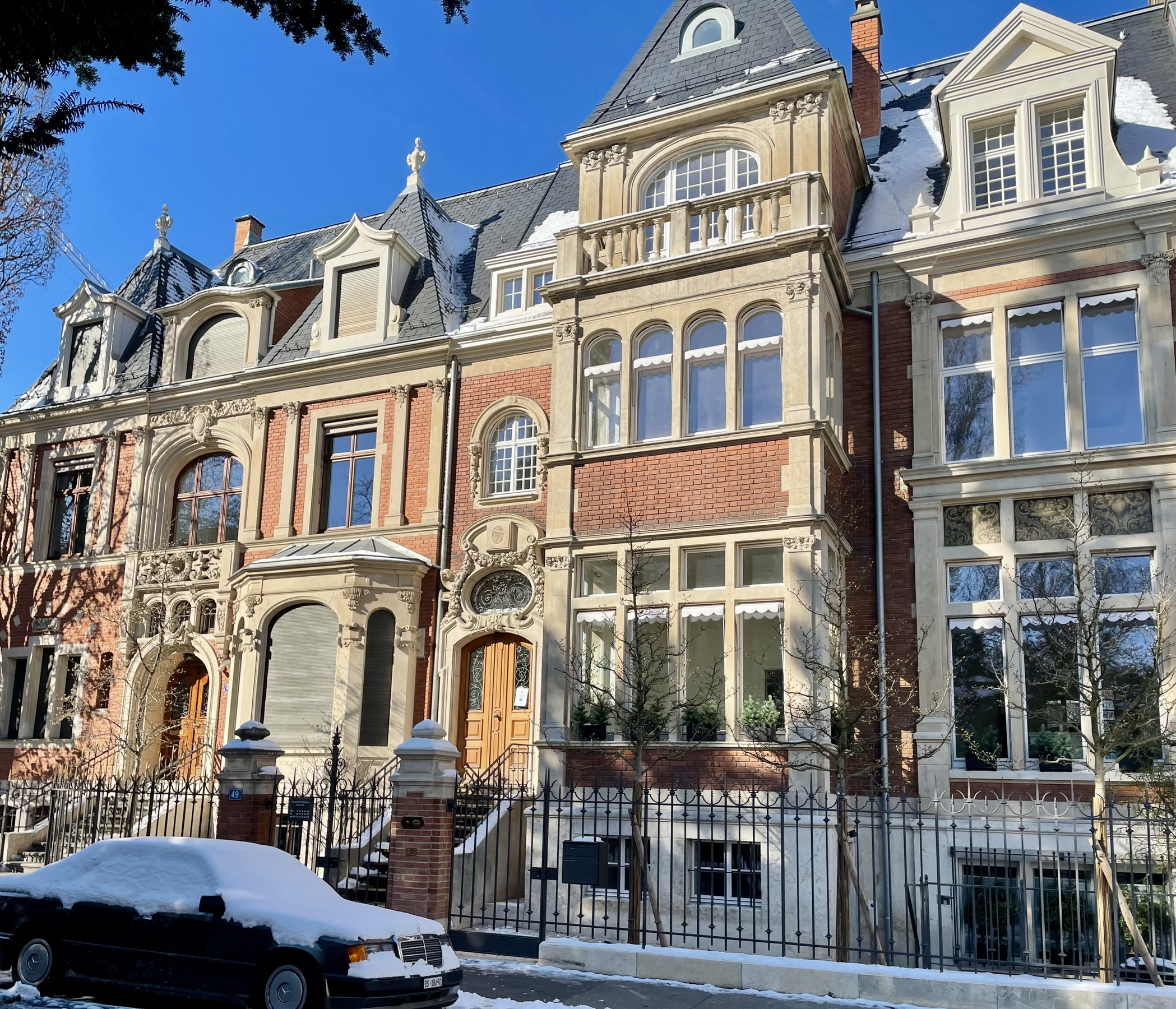
Häuserzeile, Lange Gasse

## Wohnbezirke
St. Alban ist in fünf Wohnbezirke unterteilt:
- Gellert (Karl Barth-Platz, Christoph Merian-Platz, Bethesda-Spital)
- St. Jakob-Dreispitz (Stadion St. Jakob-Park, Güterbahnhof Wolf, Dreispitzareal)
- Luftmatt (Sommercasino, Sevogelplatz, St. Alban-Teich)
- Peter Merian (Rosenfeldpark, Gartenstrasse)
- Heumatt (BIZ-Turm, Centralbahnplatz)

## Gebäude und Sehenswürdigkeiten
- Dreispitzareal
- Bahnhof Basel Dreispitz
- St. Jakob-Park
- Gellertkirche
- St. Jakobskirche
- Wolfgottesacker
- Bethesda-Spital Basel
- Wirtschaftsgymnasium Basel
- Sommercasino
- St. Jakob-Turm
- Grosspeter Tower